# فيل بارلو
فيل بارلو (بالإنجليزية: Phil Barlow)‏ هو لاعب كرة قدم بريطاني، ولد في 19 ديسمبر 1946 في Shipley, West Yorkshire ‏ في المملكة المتحدة. لعب مع برادفورد سيتي ولينكولن سيتي أف سي.